# الکس اورتیز
الکس اورتیز (انگلیسی: Álex Ortiz؛ زادهٔ ۲۵ سپتامبر ۱۹۸۵) بازیکن فوتبال اهل اسپانیا است.
از باشگاه‌هایی که در آن بازی کرده‌است می‌توان به باشگاه فوتبال دپورتیوو آلاوس، باشگاه فوتبال رئال مورسیا، باشگاه فوتبال میراندس، باشگاه فوتبال رئال بتیس، و باشگاه خیمناستیک تاراگونا اشاره کرد.